# Allemands du Caucase

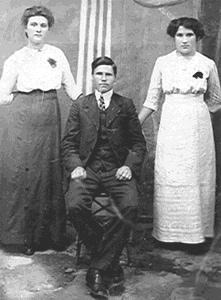
Des Allemands d'Azerbaïdjan vivant à Helenendorf (aujourd'hui, Göygöl, en Azerbaïdjan), au XIXe siècle.

Les Allemands du Caucase (en allemand : Kaukasiendeutsche ; en azéri : Qafqaz almanları ; en géorgien : კავკასიელი გერმანელები, k’avk’asieli germanelebi ; en russe : кавказские немцы, kavkázskiïe némtsy ; en turc : Kafkasya Almanları) concernent les populations de la diaspora allemande établie dans la région du Caucase après son incorporation dans l'Empire russe à partir du XIXe siècle.

## Distribution

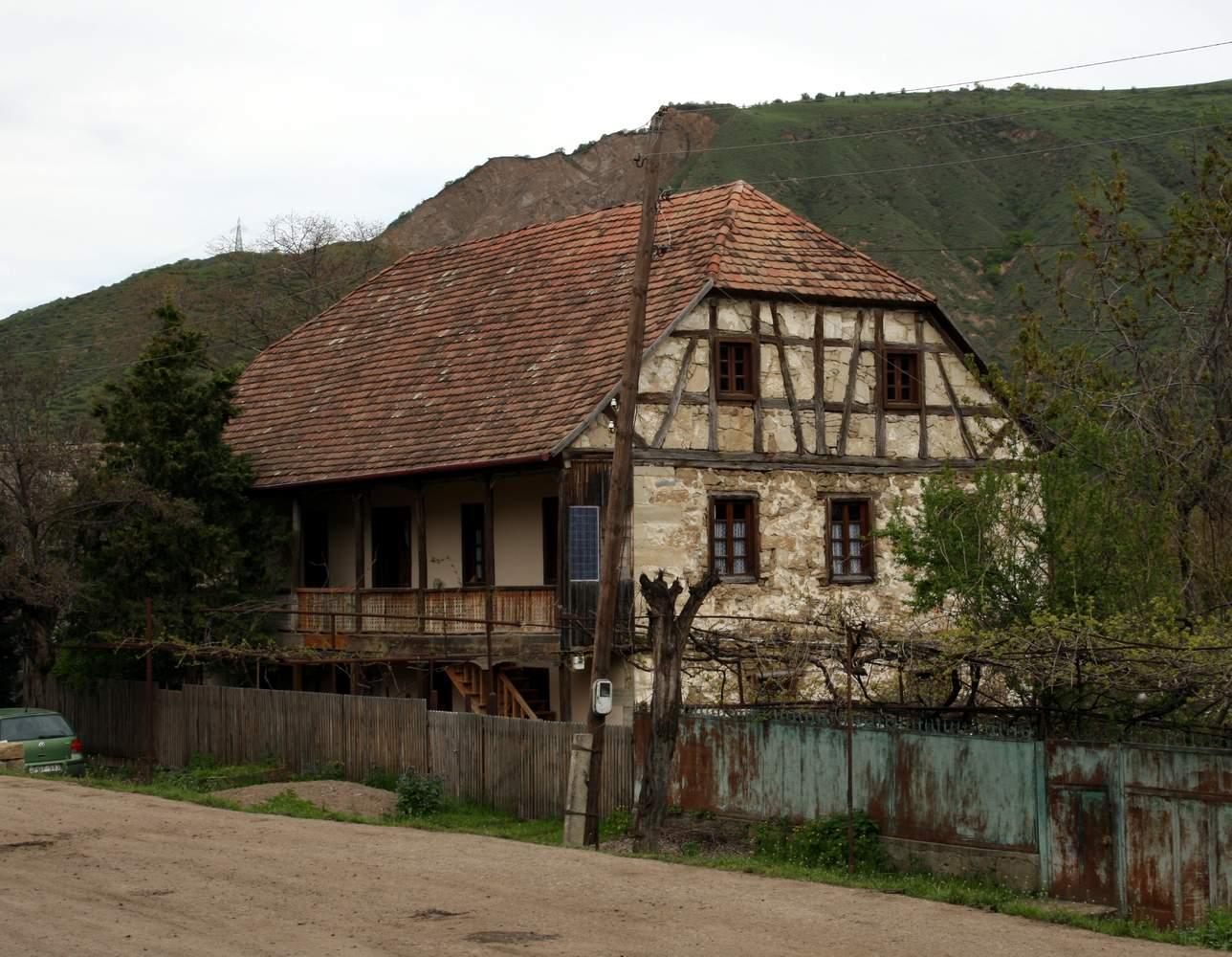
Une maison de style allemand, datant du XIXe siècle, à Elisabethtal (aujourd'hui, Assouréti, en Géorgie).

Parmi eux, y vivent ou y ont vécu, principalement :
- les Allemands d'Arménie ;
- les Allemands d'Azerbaïdjan ;
- les Allemands de Géorgie ;
- les Allemands du Daghestan ;
- les Allemands de la Volga réinstallés dans le Caucase du Nord[1]. L'historienne Irina Mukhina considère que cette population est une communauté à part entière, et notamment distincte des autres communautés allemandes de l'Empire russe[2].

Les Allemands s'installent aussi aux limites géographiques du Caucase, comme dans la région de Guelendjik, parfois en lieu et place des populations circassiennes, comme en témoigne en 1899 l'anthropologue Joseph de Baye.
Lors de son premier voyage dans la partie méridionale de l'Empire russe en 1817 et 1818, Jean-François Gamba distingue dans son récit, lors de son séjour dans le Caucase, les colonies allemandes d'une part et celles mennonites d'autre part.
Selon le pasteur Christoph Lawrence Zugger, si la majorité des Allemands du Caucase est protestante dans les années 1930, il y a aussi des catholiques, surtout dans les villes du Caucase du Nord, avec un évêché siégeant à Piatigorsk à partir de 1926.

## Histoire

### Empire russe

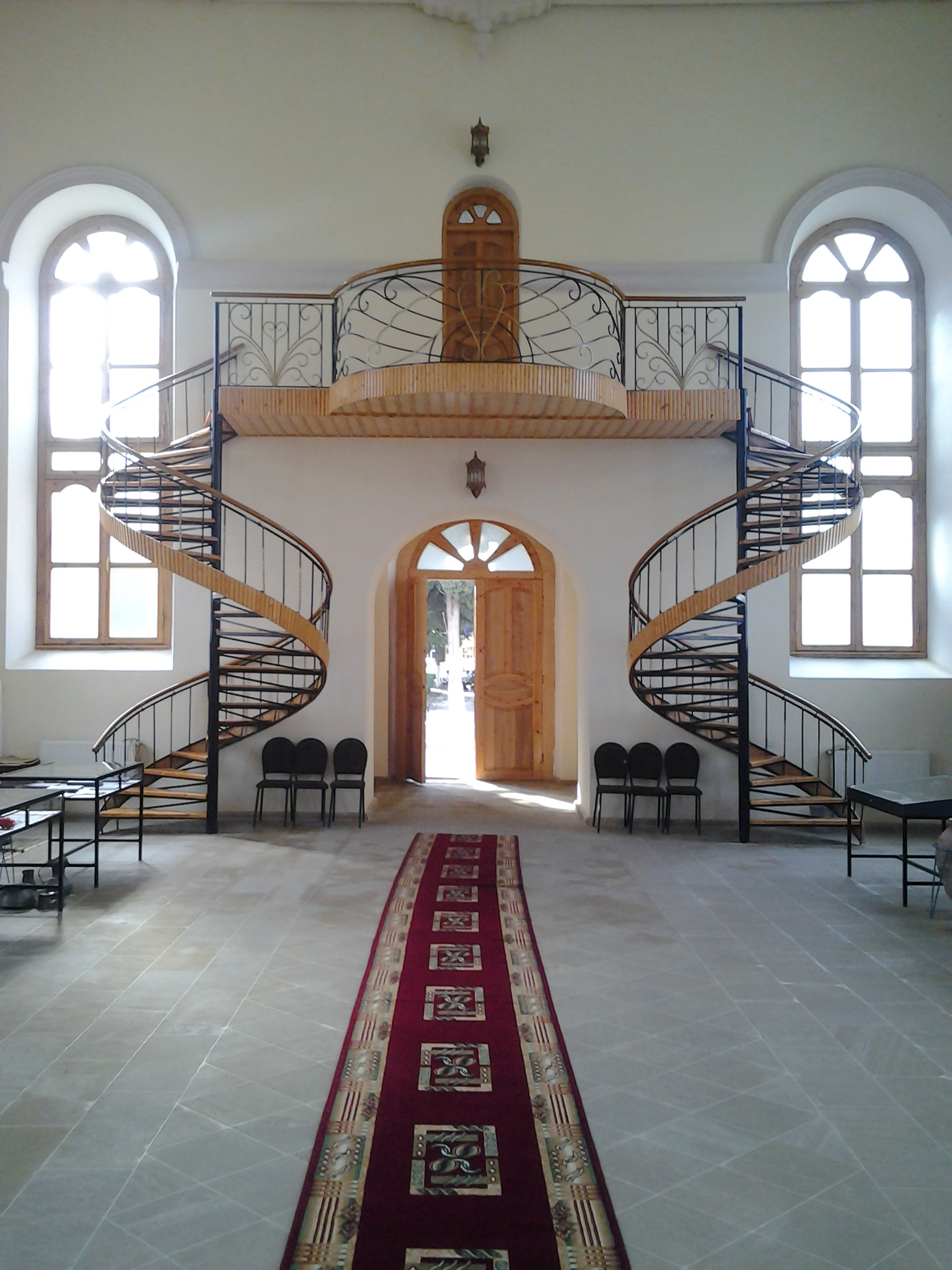
Vue de l'intérieur de l'église luthérienne allemande de Helenendorf.

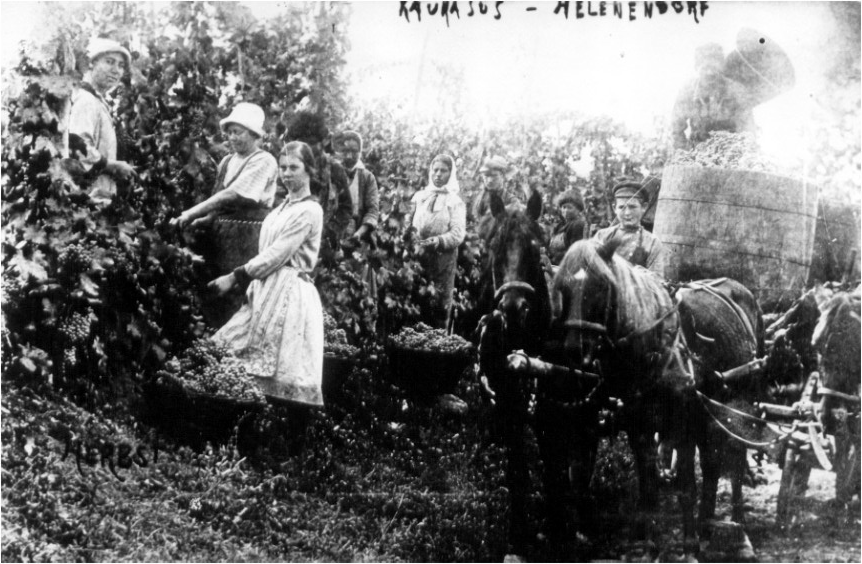
Récolte du raisin par des colons allemands à Helenendorf, au début du XXe siècle.

Selon Irina Mukhina, les Allemands s'installent dans des régions du Caucase du Nord où s'établissent des missionnaires écossais entre 1809 et 1826. Contrairement aux colonies allemandes de Russie, de nouveaux colons s'y établissent, conservant leurs langue, identité, traditions, liens avec leur pays d'origine, et même leur nationalité d'origine ; en revanche, leur dispersion géographique contribue au fait que ces Allemands sont plus intégrés avec les populations environnantes. Ces colonies sont marquées, au fur et à mesure de leur développement, par une diversité religieuse (adventistes du septième jour majoritairement, luthériens, adventistes, mennonites dits des Amis de Jérusalem, Stundistes déportés d'Ukraine dans les années 1830 et 1840).
Jusqu'en 1848, chaque colonie est nommée individuellement ; elles deviennent ensuite Colonies allemandes du Caucase. Les colonies allemandes bénéficient d'une division spéciale au sein de l'administration régionale du Caucase russe.
Dans son récit de 1841, le comte Louis Constant Alexandre de Suzannet juge les terres exploitées par les colons allemands mal développées :

« Les Allemands se bornent à cultiver les terres qui leur ont été abandonnées sans chercher à mettre en valeur les terrains fertiles qui les environnent. »

Le développement des exploitations agricoles allemandes et leur prospérité sont parfois mal acceptés par les populations locales qui travaillent pour elles comme journaliers.

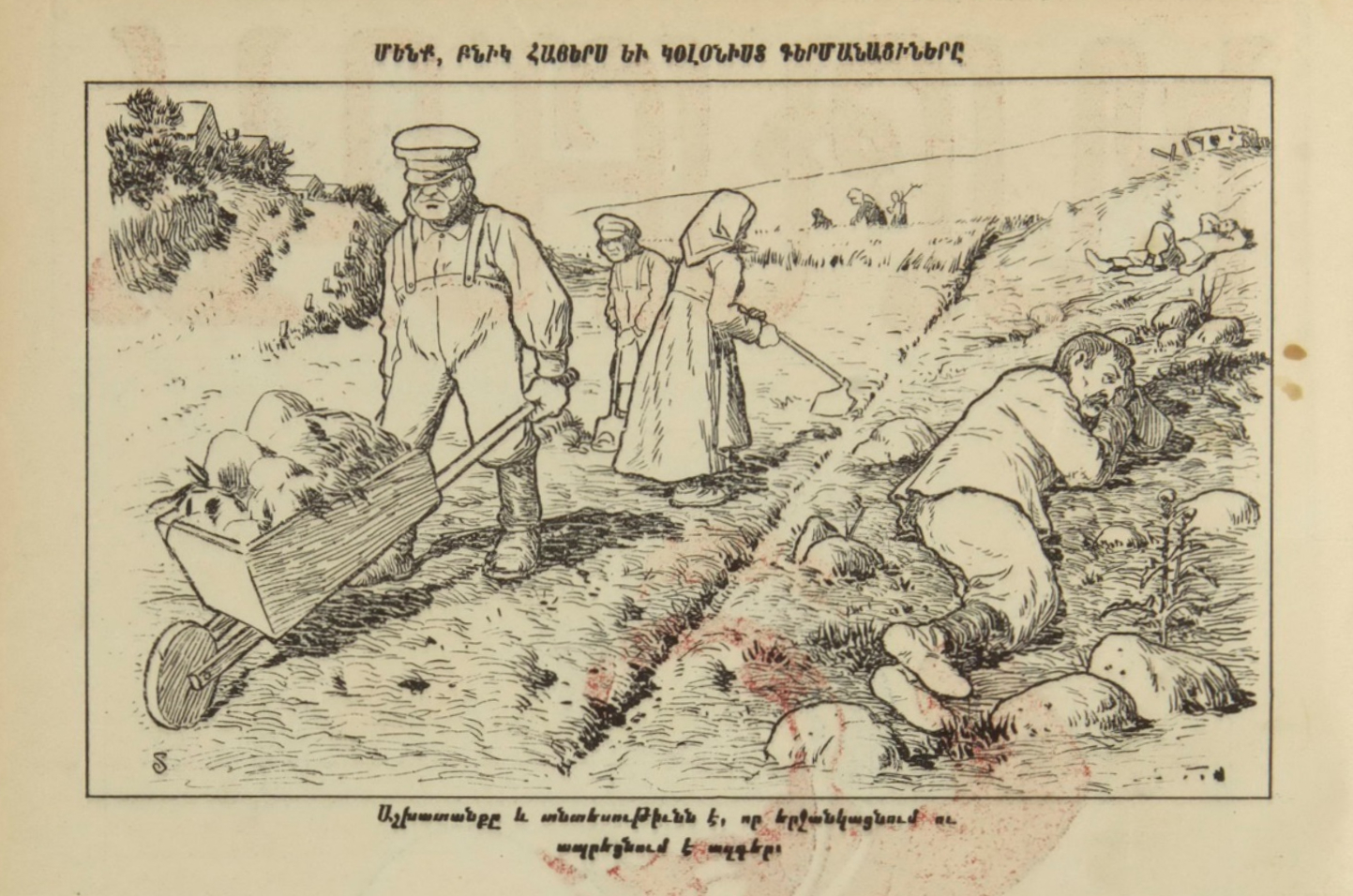
Une caricature du journal satirique arménien (1907, n° 43/71) sur la perception des colons allemands avec le titre : « Nous, les Arméniens locaux et les colons Allemands »

Une période de restrictions démarre à la fin du XIXe siècle à l'égard des Allemands. À partir de 1891 commence un processus de russification des établissements scolaires. Durant la Première Guerre mondiale, la répression augmente avec une loi de 1914 qui déclare les Allemands comme membres d'une nation ennemie, et l'interdiction de la pratique publique de la langue allemande (lois du 2 novembre et 13 décembre 1915). Le gouvernement impérial envoie les Allemands sur le front caucasien contre l'Empire ottoman (allié de l'Empire allemand) ; il prévoit également la déportation vers la Sibérie des Allemands (ainsi que la confiscation de leurs biens) se trouvant dans une zone de 100 verstes (soit 106,68 km) le long des frontières de l'empire (ce qui inclut l'ensemble de la Transcaucasie), mais il ne peut mettre son projet que partiellement à exécution du fait de la révolution russe en 1917.

### Période soviétique

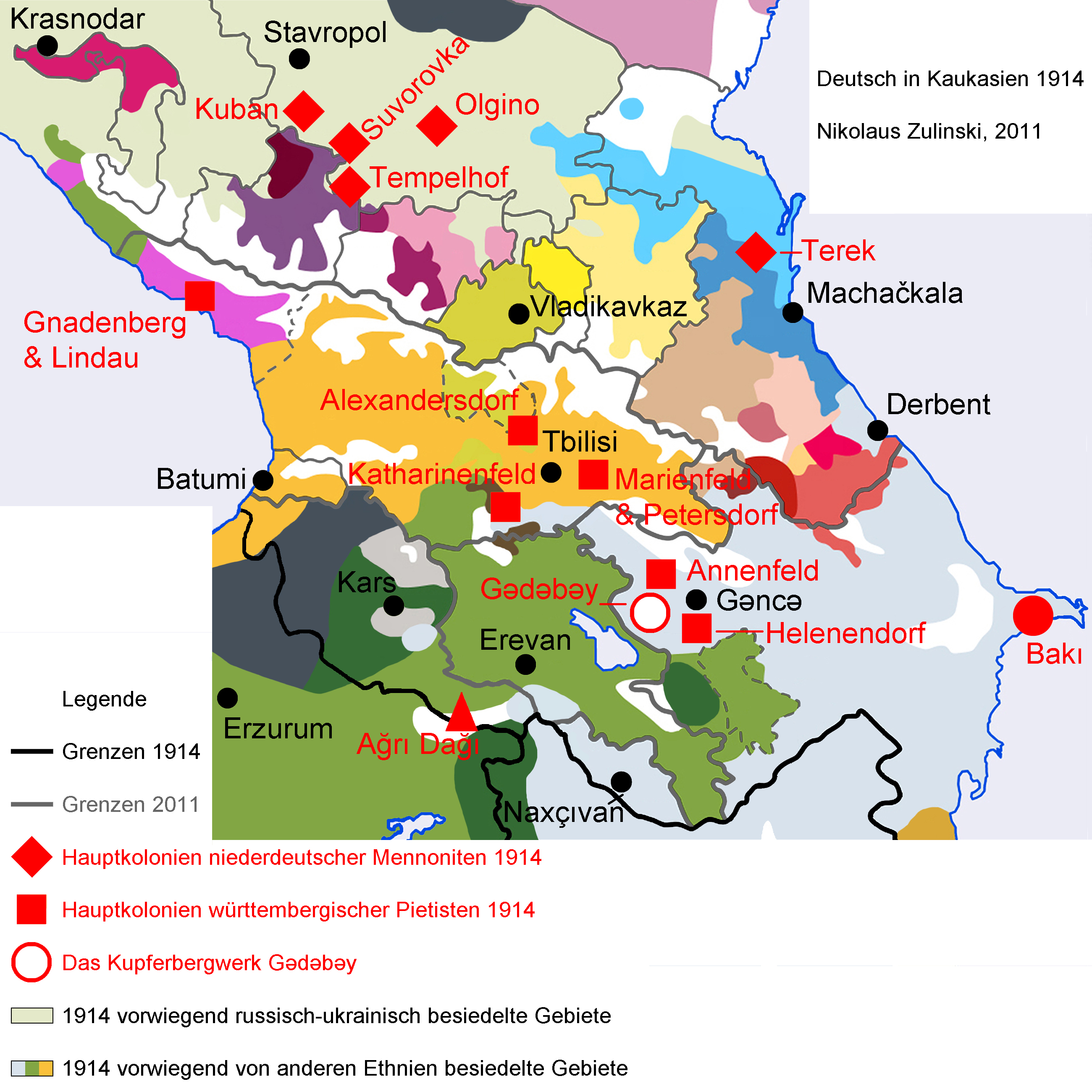
Allemands au Caucase en 1914

Au début des années 1920, on recense 200 établissements dans le Caucase du Nord, répartis en cinq colonies.
En Géorgie et en Azerbaïdjan, après la création de l'Union soviétique, le pouvoir rétablit l'usage de la langue allemande et organise les communautés en raions autonomes (en les rebaptisant de noms communistes) ou en soviets de village (là où leur nombre n'est pas suffisant),.
Le 28 août 1941, lors de la Grande Guerre patriotique, le dirigeant soviétique Joseph Staline fait adopter un décret organisant la déportation des Allemands de la Volga ; il concerna en pratique tous les Allemands soviétiques, excluant les femmes allemandes mariées à un homme d'une autre communauté, et incluant toute personne portant un nom à consonance allemande. Ainsi, selon l'ordre no 744 du Comité d'État à la Défense du 8 octobre 1941, environ 50.000 Allemands du Caucase sont déportés entre le 15 et le 30 octobre vers le Kazakhstan,,.
Les Allemands déportés et restés en Asie centrale deviennent des Allemands du Kazakhstan et Kirghizistan.

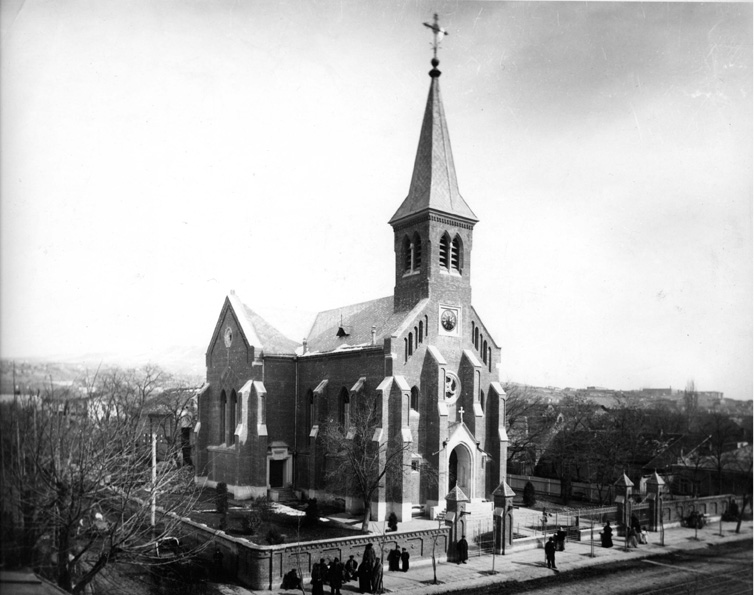
Église luthérienne Pierre et Paul à Tbilissi, au début du XXe siècle, dans le quartier allemand de Neutiflis, et détruite en 1940.

## Vie sociale
Population à l'origine rurale lors de son immigration, le recensement soviétique de 1926 montre que les Allemands du Caucase sont principalement des urbains, puisque 69,19 % d'entre eux vivent dans des villes et agglomérations.

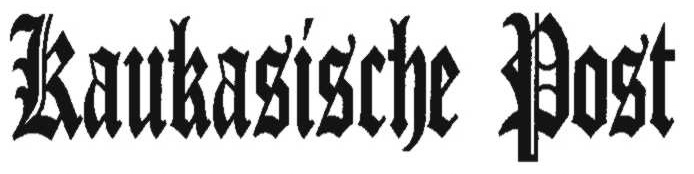
Logo actuel du Kaukasische Post.

Un journal en langue allemande, le Kaukasische Post (de) (en allemand : Courrier caucasien), est fondé en 1906 et destiné aux Allemands de l'ensemble du Caucase. Sa parution est interrompue à deux reprises, d'abord durant la Première Guerre mondiale, pour cause de vues nationalistes, puis à partir de 1922 avec la fin du processus d'annexion du Caucase par la Russie soviétique, avant de reprendre à partir de 1994 en Géorgie pour la Transcaucasie.

## Démographie
Le recensement de l'Empire russe de 1897 compte 56 729 Allemands dans les 14 entités formant la région du Caucase (Ciscaucasie, Transcaucasie), soit 3,17 % du 1,79 million d'Allemands de l'Empire russe, et 0,61 % des 9,29 millions d'habitants de la région. Les hommes constituaient 51,12 % de l'effectif, les femmes 48,87 %.
Le recensement soviétique de 1926 (que l'historien Henry Bogdan qualifie d'« incomplet mais utilisable ») indique l'existence de 25 327 Allemands en République socialiste fédérative soviétique de Transcaucasie, soit 2,04 % du 1,29 million d'Allemands d'Union soviétique et 0,43 % des 5,86 millions d'habitants de la république. Les hommes constituaient 46,11 % de l'effectif, les femmes 53,89 %. Le recensement de 1926 diffère de celui de 1897 : le sud-ouest de la Transcaucasie a été cédé au gouvernement turc incarné par Mustafa Kemal Atatürk en 1921 par le traité de Kars ; le recensement a lieu par république, or la Ciscaucasie est incluse dans la République socialiste fédérative soviétique de Russie.